# Бранко Љубић
Бранко Љубић (Сплит, 31. март 1917 - Београд, 10. мај 2007) био је учесник Народноослободилачке борбе и генерал-мајор ЈНА.

## Биографија
Рођен је 1917. године у Сплиту. Пре Другог светског рата је био студент. Од 1941. је сарађивао с Народноослободилачким покретом, а 1942. се прикључио Народноослободилачкој војсци Југославије. Исте је године постао и члан Комунистичке партије Југославије. Током рата је био командант Динарског, Сплитског и Шибенског партизанског одреда и начелник штаба 8. далматинске бригаде.
После рата је завршио Вишу војну академију ЈНА. Био је помоћник начелника Савезног секретаријата за народну одбрану СФРЈ, војни изасланик ЈНА, начелник Катедре Више војне академије ЈНА и остало. Пензионисан је 1982. године.
Преминуо је 10. маја 2007. године у Београду.
Одликован је Орденом партизанске звезде са сребрним венцем, Орденом народне армије са златном звездом и осталим високим југословенским одликовањима.